# Diaconía
Diaconía (en latín, diaconia o diaconium), en la primitiva Iglesia cristiana, era el término utilizado para denominar un hospicio u hospital establecido para asistir a los pobres y a los enfermos. 
Diaconía es el nombre que ha quedado a las capillas u oratorios de la ciudad de Roma gobernadas por diáconos, cada uno en el cuartel o región a que pertenece. A estas diaconías está unido un hospital o despacho para la distribución de las limosnas. Había siete diaconías, una en cada cuartel, gobernadas por diáconos, llamados por esto cardenales diáconos. Su jefe se denominaba arcediano. 
El hospital unido a la iglesia de la diaconía, tenía para lo temporal un administrador llamado el padre de la diaconia, que era a veces un sacerdote y otras, un simple seglar. 